# Lubomír Doležel
Lubomír Doležel (* 3. Oktober 1922 in Lesnice; † 28. Januar 2017 in Verona, Italien) war ein tschechischer Literaturtheoretiker, Hochschullehrer und einer der Gründer der sogenannten „Fiktive-Welten-Theorie“.

## Leben und Wirken
Lubomír war der Sohn von Oskar Doležel (1898–1960), einem Lehrer und späteren Direktor einer Bürgerschule sowie Bürgermeister in Postřelmov. Nach 1945 wurde er Sekretär der Schulinspektion in Šumperk. Lubomír Doležel besuchte bis 1938 ein Gymnasium in Zábřeh. Nach Beendigung der deutschen Besatzung setzte er seinen Unterricht in Litovel fort, wo er auch 1941 seinen Abschluss (Matura) machte. Von 1941 bis 1944 arbeitete er als Verkäufer und Buchhalter in einem Eisenwarenladen in Šumperk.
Seine universitäre Ausbildung erhielt Doležel an der Karls-Universität in Prag, wo er auch in slawischer Philologie vom Institut für tschechische Sprache der Tschechoslowakischen Akademie der Wissenschaften promoviert wurde („CSc.“, lateinisch candidatus scientiarum).
Viele seiner Lehrer und Mentoren waren Vertreter der sogenannten Prager Schule, einer international anerkannten und einflussreichen Richtung des strukturalistischen und semiotischen Denkens der Zeit zwischen den beiden Weltkriegen. Der Einfluss der Prager Schule wird in Doležels Dissertation Über den Stil moderner tschechischer Prosaliteratur (erschienen 1960 auf Tschechisch) deutlich und findet sich auch inspirierend in seinem späteren Werk.
In den 1960er Jahren arbeitete Doležel gleichzeitig als wissenschaftlicher Mitarbeiter am „Institut für tschechische Sprache“ (tschechisch Ústav pro jazyk český Akademie věd České republiky) und als Assistent und später als Assistenz Professor an der Philosophischen Fakultät der Karlsuniversität. Er beschäftigte sich hauptsächlich mit der Anwendung von Mathematik (insbesondere Statistik), Informationstheorie und Kybernetik auf das Studium von Sprache und Literatur. Er gründete und war Mitherausgeber der Reihe „Prague Studies in Mathematical Linguistics“.
Im Jahre 1965 wurde Doležel als Gastprofessor an die Universität von Michigan in Ann Arbor eingeladen, wo er bis 1968 blieb. Er war Mitherausgeber, zusammen mit Richard W. Bailey, einer Sammlung von Studien Statistik und Stil (American Elsevier, 1969). Nach seiner Rückkehr nach Prag wurde er wissenschaftlicher Mitarbeiter des „Instituts für tschechische Literatur der Tschechoslowakischen Akademie der Wissenschaften“ (tschechisch Československá akademie věd), aber im Herbst 1968 verließ er das Land nach dem sowjetischen Einmarsch in die Tschechoslowakei. Er wurde als Gastprofessor in der Abteilung für slawische Sprachen und Literaturen an die Universität von Toronto eingeladen, wo er später ordentlicher Professor wurde. Er gründete das Studium der tschechischen Sprache und Literatur an der Universität. 1982 wurde er in das Zentrum für Vergleichende Literaturwissenschaft berufen. Sein Hauptforschungsinteresse galt der Literaturtheorie mit Schwerpunkt Erzählung (Narratologie).
Doležels theoretische Position wurde stark von der analytischen Philosophie beeinflusst, insbesondere vom konzeptuellen Rahmen möglicher Welten. Bei seiner Pensionierung im Jahr 1988 organisierte das Zentrum eine internationale Konferenz „Fiktionen und Welten“.
Doležel präsentierte Vorträge an vielen nordamerikanischen und europäischen Universitäten und auf internationalen Konferenzen. Er war als Gastprofessor an der Universität Amsterdam, der Universität München und der Karlsuniversität tätig.
Zahlreiche Artikel zur Geschichte der Poetik, Narratologie und fiktiven Semantik stammen aus seiner Hand.

## Werke (Auswahl)
- O stylu moderní české prózy. (englisch On the Style of Modern Czech Prose Fiction), 1960
- Narrative Modes in Czech Literature. 1973
- Occidental Poetics: Tradition and Progress. 1990
- Heterocosmica: Fiction and Possible Worlds. 1997
- Possible Worlds of Fiction and History: The Postmodern Stage. 2010.